# Temporada 1961-62 de los St. Louis Hawks
La temporada 1961-62 fue la decimotercera de los St. Louis Hawks en la NBA. La temporada regular acabó con 29 victorias y 51 derrotas, ocupando el cuarto puesto de la División Oeste, no logrando clasificarse para los playoffs, tras dos años consecutivos jugando las finales de la NBA.

## Elecciones en elDraft
| Ronda | Puesto | Jugador   | Posición | Nacionalidad   | Universidad         |
| ----- | ------ | --------- | -------- | -------------- | ------------------- |
| 1     | 8      | Cleo Hill | Base     | Estados Unidos | Winston-Salem State |
| 2     | 16     | Ron Horn  | Alero    | Estados Unidos | Indiana             |

## Temporada regular
| División Oeste       | División Oeste | División Oeste | División Oeste | División Oeste | División Oeste | División Oeste | División Oeste | División Oeste |
| Equipo               | G              | P              | %              | PD             | Casa           | Fuera          | Neutral        | Div            |
| -------------------- | -------------- | -------------- | -------------- | -------------- | -------------- | -------------- | -------------- | -------------- |
| x-Los Angeles Lakers | 54             | 26             | .675           | –              | 26–5           | 18–13          | 10–8           | 33–13          |
| x-Cincinnati Royals  | 43             | 37             | .538           | 11             | 18–13          | 14–16          | 11–8           | 29–17          |
| x-Detroit Pistons    | 37             | 43             | .463           | 17             | 16–14          | 8–17           | 13–12          | 24–22          |
| St. Louis Hawks      | 29             | 51             | .363           | 25             | 19–16          | 7–27           | 3–8            | 16–30          |
| Chicago Packers      | 18             | 62             | .225           | 36             | 9–19           | 3–20           | 6–23           | 10–30          |

## Estadísticas
| Rk | Jugador           | Edad | P  | PT | MP   | TC   | TCI  | %TC  | 3P | 3PI | %3P | TL  | TLI  | %TL  | RO | RD | RT   | AS  | RB | TAP | BP | FP  | PTS  |
| 1  | Bob Pettit        | 29   | 78 |    | 42.1 | 11.1 | 24.7 | .450 |    |     |     | 8.9 | 11.6 | .771 |    |    | 18.7 | 3.7 |    |     |    | 3.8 | 31.1 |
| 2  | Cliff Hagan       | 30   | 77 |    | 36.2 | 9.1  | 19.4 | .470 |    |     |     | 4.7 | 5.7  | .825 |    |    | 8.2  | 4.8 |    |     |    | 3.7 | 22.9 |
| 3  | Clyde Lovellette  | 32   | 40 |    | 29.8 | 8.5  | 18.1 | .471 |    |     |     | 3.9 | 4.7  | .829 |    |    | 8.8  | 1.7 |    |     |    | 3.4 | 20.9 |
| 4  | Lenny Wilkens     | 24   | 20 |    | 43.5 | 7.0  | 18.2 | .385 |    |     |     | 4.2 | 5.5  | .764 |    |    | 6.6  | 5.8 |    |     |    | 3.2 | 18.2 |
| 5  | Shellie McMillon  | 25   | 48 |    | 21.6 | 5.0  | 10.6 | .470 |    |     |     | 1.8 | 3.0  | .603 |    |    | 6.3  | 1.1 |    |     |    | 3.4 | 11.8 |
| 6  | Barney Cable      | 26   | 52 |    | 26.2 | 4.3  | 10.2 | .419 |    |     |     | 1.5 | 2.3  | .623 |    |    | 9.2  | 1.6 |    |     |    | 3.0 | 10.0 |
| 7  | Bob Sims          | 23   | 46 |    | 25.5 | 3.7  | 9.4  | .396 |    |     |     | 2.3 | 3.8  | .588 |    |    | 3.4  | 3.1 |    |     |    | 3.2 | 9.7  |
| 8  | Larry Foust       | 33   | 57 |    | 20.2 | 3.6  | 7.6  | .471 |    |     |     | 2.5 | 3.1  | .815 |    |    | 5.8  | 1.4 |    |     |    | 3.3 | 9.7  |
| 9  | Fred LaCour       | 23   | 73 |    | 20.6 | 3.2  | 7.3  | .429 |    |     |     | 1.5 | 1.8  | .815 |    |    | 3.7  | 2.3 |    |     |    | 2.3 | 7.8  |
| 10 | Al Ferrari        | 28   | 79 |    | 25.9 | 2.6  | 7.4  | .357 |    |     |     | 2.2 | 2.8  | .799 |    |    | 2.7  | 4.0 |    |     |    | 3.5 | 7.5  |
| 11 | Stacey Arceneaux  | 25   | 7  |    | 15.7 | 3.1  | 8.0  | .393 |    |     |     | 0.9 | 1.9  | .462 |    |    | 4.6  | 0.6 |    |     |    | 1.4 | 7.1  |
| 12 | Cleo Hill         | 23   | 58 |    | 18.1 | 1.8  | 5.3  | .346 |    |     |     | 1.8 | 2.4  | .774 |    |    | 3.1  | 2.0 |    |     |    | 1.7 | 5.5  |
| 13 | Johnny McCarthy   | 27   | 15 |    | 22.2 | 1.2  | 4.9  | .247 |    |     |     | 0.8 | 1.8  | .444 |    |    | 3.7  | 4.7 |    |     |    | 3.3 | 3.2  |
| 14 | Jimmy Darrow      | 24   | 5  |    | 6.8  | 0.6  | 3.0  | .200 |    |     |     | 1.2 | 1.4  | .857 |    |    | 1.4  | 1.2 |    |     |    | 1.8 | 2.4  |
| 15 | Dick Eichhorst    | 28   | 1  |    | 10.0 | 1.0  | 2.0  | .500 |    |     |     | 0.0 | 0.0  |      |    |    | 1.0  | 3.0 |    |     |    | 1.0 | 2.0  |
| 16 | Ron Horn          | 23   | 3  |    | 8.3  | 0.3  | 4.0  | .083 |    |     |     | 0.3 | 0.7  | .500 |    |    | 2.0  | 0.3 |    |     |    | 1.3 | 1.0  |
| 17 | Archie Dees       | 25   | 8  |    |      |      |      |      |    |     |     |     |      |      |    |    |      |     |    |     |    |     |      |
| 18 | Joe Graboski      | 32   | 3  |    |      |      |      |      |    |     |     |     |      |      |    |    |      |     |    |     |    |     |      |
| 19 | Si Green          | 28   | 14 |    |      |      |      |      |    |     |     |     |      |      |    |    |      |     |    |     |    |     |      |
| 20 | Vern Hatton       | 26   | 25 |    |      |      |      |      |    |     |     |     |      |      |    |    |      |     |    |     |    |     |      |
| 21 | Woody Sauldsberry | 27   | 14 |    |      |      |      |      |    |     |     |     |      |      |    |    |      |     |    |     |    |     |      |

## Galardones y récords
| Jugador    | Galardón                 |
| Bob Pettit | Mejor quinteto de la NBA |